# Bảo tàng Lịch sử Tự nhiên Quốc gia Pháp
Bảo tàng quốc gia lịch sử tự nhiên (tiếng Pháp: Muséum national d'histoire naturelle) là một cơ quan của Pháp có nhiệm vụ nghiên cứu và phổ biến các kiến thức về tự nhiên. Với địa vị hành chính là một grand établissement, Bảo tàng quốc gia lịch sử tự nhiên có trụ sở chính tại Vườn bách thảo Paris và nhiều chi nhánh trên khắp nước Pháp.
Bảo tàng quốc gia lịch sử tự nhiên hiện trưng bày các hiện vật về động vật, các hóa thạch, khoáng vật, đá, thiên thạch, các tập sách bách thảo. Năm 2007, bảo tàng đã đón 1.372.804 lượt khách viếng thăm. Đứng thứ 11 trong những địa điểm thu hút nhất Paris.